# Dicopomorpha macrocephala
Dicopomorpha macrocephala är en stekelart som beskrevs av Dmitriy Alekseevich Ogloblin 1955. Dicopomorpha macrocephala ingår i släktet Dicopomorpha och familjen dvärgsteklar. Inga underarter finns listade i Catalogue of Life.